# Deta Hedman
Pour les articles homonymes, voir Hedman.
Deta Hedman (née le 14 novembre 1959 à Kingston) est une joueuse de fléchettes britannique.
Elle participe aux événements de la Fédération mondiale de fléchettes.